# Cagno

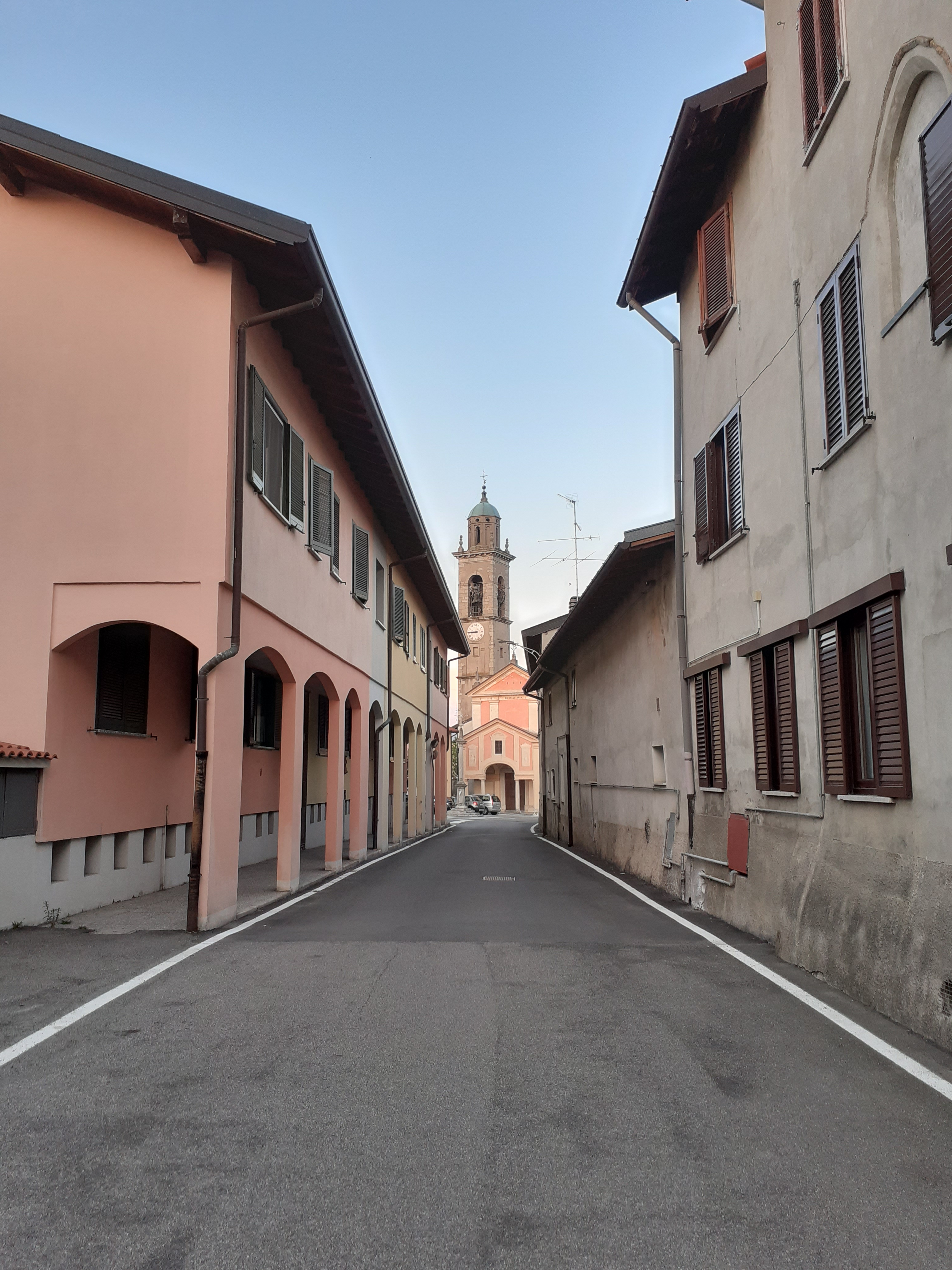
Cagno

Cagno là một đô thị ở tỉnh Como trong vùng Lombardia, có cự ly khoảng 45 km về phía tây bắc của Milano và khoảng 13 km về phía tây của Como. Tại thời điểm ngày 31 tháng 12 năm 2004, đô thị này có dân số 1.979 người và diện tích là 3,5 km².
Cagno giáp các đô thị: Albiolo, Cantello, Malnate, Rodero, Solbiate, Valmorea.